# Cory Stark
Cory Stark (ur. w październiku 1971) − amerykański kulturysta i komandos.

## Życiorys
Pracował jako strażak. W 2003 roku został „Zielonym Beretem”, dołączając do służb specjalnych wojsk lądowych USA. W 2006 roku brał udział w misji prowadzonej w dżungli amazońskiej, gdzie jako członek jednostki 20th SFGA (Special Force Group Airborne) miał odbić przetrzymywanych zakładników. Pojmany przez wroga, został jeńcem wojennym. Trzymany w niewoli przez sześćdziesiąt cztery dni, uznany został za zaginionego w akcji. Był w tym czasie przesłuchiwany i poddawany brutalnym torturom.
Jako sierżant United States Secret Service był prywatnym ochroniarzem Johna McCaina podczas jego wizyty w Jemenie.
W 2016 roku wywalczył złoty medal w zawodach kulturystycznych NPC Tampa Extravaganza, w kategorii Men's Physique zawodników powyżej czterdziestu lat. Nagrodzono go ponadto srebrem i brązem w dwóch osobnych kategoriach podczas zawodów NPC Enchanted Isle Classic. W 2017 zajął drugie miejsce na podium w zawodach NPC Teen Collegiate & Masters National, w kategorii Men's Physique mężczyzn powyżej czterdziestu pięciu lat. Tego roku przyznano mu też kartę profesjonalnego kulturysty IFBB.
Znany alternatywnie jako Tony C. Stark. Mieszka w stanie Georgia. Żonaty z Michelle Dittrich, ma córkę.

## Warunki fizyczne
- waga uśredniona: 93 kg[8]

## Osiągnięcia
Informacje za NPC News Online i Muscular Development:
- 2016: NPC Tampa Extravaganza – kategoria Men's Physique, zawodnicy powyżej 40 lat – 1. m-ce
- 2016: NPC Tampa Extravaganza – kategoria Men's Physique, klasa B – 6. m-ce
- 2016: NPC Enchanted Isle Classic – kategoria Men's Physique, zawodnicy powyżej 40 lat – 2. m-ce
- 2016: NPC Enchanted Isle Classic – kategoria Men's Physique, klasa B – 3. m-ce
- 2016: IFBB North American Championships – kategoria Men's Physique, zawodnicy powyżej 35 lat, klasa D – 9. m-ce
- 2016: IFBB North American Championships – kategoria Men's Physique, zawodnicy powyżej 40 lat, klasa D – 5. m-ce
- 2017: NPC Teen Collegiate & Masters National – kategoria Men's Physique, zawodnicy powyżej 35 lat, klasa D – 5. m-ce
- 2017: NPC Teen Collegiate & Masters National – kategoria Men's Physique, zawodnicy powyżej 40 lat, klasa D – 4. m-ce
- 2017: NPC Teen Collegiate & Masters National – kategoria Men's Physique, zawodnicy powyżej 45 lat, klasa D – 2. m-ce
- 2017: IFBB Tampa Pro – kategoria Men's Physique – 16. m-ce